# Hapsatou Malado Diallo
Pour les articles homonymes, voir Diallo.
Hapsatou Malado Diallo, née le 14 avril 2005 à Tambacounda, est une footballeuse internationale sénégalaise jouant au poste d'attaquante.

## Carrière

### Carrière en club
Elle est repérée par le Baobab de Tamba, évoluant en deuxième division sénégalaise, alors qu'elle joue dans les rues de sa ville natale. En 2019, elle échoue avec son équipe en finale de deuxième division face au Dakar Sacré-Cœur, marquant le seul but de son équipe.
Elle rejoint ensuite la première division avec les Aigles de la Médina, puis l'USPA où elle remporte le doublé Coupe-Championnat en 2022.

### Carrière internationale
Elle évolue en équipe du Sénégal des moins de 17 ans et des moins de 20 ans avant d'intégrer la sélection nationale A. Elle dispute la Coupe d'Afrique des nations 2022 où elle dispute cinq matchs sans inscrire de but.
Elle remporte le tournoi féminin de la zone A de l'UFOA en 2023, terminant meilleure buteuse de la compétition avec neuf buts inscrits et est sélectionnée pour participer aux barrages intercontinentaux qualificatifs pour la Coupe du monde 2023.

## Palmarès
- Championnat du Sénégal (1) :
  - Champion : 2022.

- Coupe du Sénégal (1) :
  - Vainqueur : 2022.

- Tournoi féminin de la zone A de l'UFOA (1) :
  - Vainqueur : 2023.